# Chantecoq
Chantecoq – miejscowość i gmina we Francji, w Regionie Centralnym, w departamencie Loiret.
Według danych na rok 1990 gminę zamieszkiwało 355 osób, a gęstość zaludnienia wynosiła 22 osoby/km² (wśród 1842 gmin Regionu Centralnego Chantecoq plasuje się na 793. miejscu pod względem liczby ludności, natomiast pod względem powierzchni na miejscu 829.).